# 刀部
刀部（とうぶ）は、漢字を部首により分類したグループの一つ。
康熙字典214部首では18番目に置かれる（2画の12番目）。

## 概要
「刀」の字はかたなの形に象る。
偏旁では意符として刃物の性質や刃物を使った行為などを示す。旁の位置にある場合、多く「刂（りっとう）」の形に変化する。
片仮名の「リ」は、旁にきたときの「刀」とほぼ同じ形であるが、片仮名の「リ」は「刂」を構成要素に持つ「利」という漢字から造られたためである。

## 部首の通称
- 日本：かたな・りっとう
- 中国：立刀旁
- 韓国：칼도부（kal do bu, 刃物の刀部) 、선칼도방 (seon kal do bang, 立った刀の傍)
- 英米：Radical Knife

## 部首字

甲骨文
金文
大篆
小篆

刀
- 中古漢語
  - 広韻 - 都牢切
  - 詩韻 - 豪韻、平声
  - 三十六字母 - 端母
- 現代漢語
  - 普通話 - ピンイン：dāo 注音：ㄉㄠ ウェード式：tao1
  - 広東語 - Jyutping:dou1
- 日本語 - 音：トウ（タウ） 訓：かたな
- 朝鮮語 - 音：도(do) / 訓：칼（kal、刃物）

- 甲骨文
- 金文
- 大篆
- 小篆

## 例字
- 刀・刃・分・切・刈・刊・列・初・刑・別・判・利・前・剣・例
  - 注意事項 : 字例の例外 - 到の刀部は刀ではなく人偏が「刂」に変化したもの。（白川静の甲骨文からの解釈）